# XX. legija Valeria Victrix
Legio XX Valeria Victrix (slovensko Zmagovita XX. legija Valerija) je bila legija armade Rimskega cesarstva.
Izvor imena legije je nejasen. O njem obstaja več teorij. Ime Veleria Victrix je dobila verjetno po zmagi v veliki ilirski vstaji pod poveljstvom generala Marka Valerija Mesale Mesalina. Simbol legije je bil veper.

## Zgodovina
Legijo je ustanovil verjetno cesar Avgust kmalu po letu 31 pr. n. št. Legija je bila verjetno del velike rimske vojske, ki se je vojskovala v kantabrijskih vojnah v Hispaniji od leta 25 do 19 pr. n. št.
Legijo so na začetku panonske vstaje (Bellum Batonianum) leta 6 n. št. premestili v Burnum v Ilirik. Leta 6 se je v Tiberijevi vojski bojevala z Markomani. 
V Iliriku ji je poveljeval guverner Ilirika Mark Valerij Mesala Mesalin, po katerem je morda dobila ime. Četudi ni bila polnoštevilna, je uspela premagati upornike pod poveljstvom Batona I. Dezitijata. V eni od bitk se je prebila skozi sovražnikove vrste, bila obkoljena in se nato prebila iz obroča. 
Po Varovem katastrofalnem porazu v bitki z Germani v Tevtoburškem gozdu leta 9 je bila XX. legija Valeria Victrix premeščena v Oppidum Ubiorum v Spodnji Germaniji in od tam med Tiberijevim vladanjem v sedanji Neuss.
Bila je ena od štirih legij, s katerimi je Klavdij leta 43 n. št. napadel Britanijo, in ena od legij, ki so porazile britanskega poglavarja Karataka v bitki, po kateri se je v 50. letih utaborila v Camulodunumu. Nekaj enot se je utaborilo v Kingsholmu v Gloucesterju. 
Okoli leta 55 se je pod poveljstvom Manlija Valensa premaknila v Usk, kjer ji ni uspelo premagati Silurjev, ki so se upirali prodiranju Rimljanov v Wales. Posledica poraza je bila Valensova odstavitev s položaja legata. Leta 60 ali 61 je XX. legija sodelovala v zatrtju upora kraljice Budike. Rimljani so pred tem s prečkanjem Menajske ožine v Walesu obšli Ordovike, da bi uničili svete gaje druidov. Leta 66 je bila legija premeščena v veliko bolj pasiven 
Viroconium (Wroxeter). Takrat je morda osvojila tudi Gloucester (Glevum).
V letu štirih cesarjev (69) se je legija postavila na Vitelijevo stran. Nekaj enot je odšlo z njim v Rim. Leta 78-84 je kot del vojske generala Gneja Julija Agrikole sodelovala v njegovih pohodih v severni Britaniji in Kaledoniji in zgradila bazo Inchtuthill. Leta 88 se je vrnila na jug v kastrum Deva Victrix, kjer je bila nastanjena najmanj dve stoletji.
XX. legija je bila ena od legij, ki so gradila Hadrijanov zid. Odkritje spominskih plošč, posvečenih njenim dosežkom v Kaledoniji, je pokazalo, da je sodelovala tudi pri gradnji Antoninovega zidu.
Leta 196 je verjetno odšla na pohod Decima Klodija Albina v Galijo in tam utrpela velike izgube. Iz Galije se je vrnila v Britanijo.
Med Karavzijevim uporom, v katerem je bilo pod Karavzijem in Alektom v 280. in 290. letih ustanovljeno Britansko cesarstvo, je bila XX. legija še aktivna, potem pa o njej ni več nobenega podatka. Zgodovinarji domnevajo, da je ostala v Britaniji, dokler ni cesar Konstantin III. leta 407 umaknil iz Britanije glavnino rimske vojske, da bi jo uporabil na pohodih na celini.
Legija je bila predmet številnih raziskav, v katetih so v napisih odkrili imena najmanj 250 njenih članov.

## Dokazani pripadniki XX. legije
| Ime                       | Čin                 | Časovni okvir    | Provinca  | Vir                        |
| ------------------------- | ------------------- | ---------------- | --------- | -------------------------- |
| Mark Roscij Kelij         | legat               | 69-70            | Britanija | Tacit, Histories, I.60     |
| Gnej Julij Agrikola       | legat               | 70-73            | Britanija | Tacit, Agricola 7.3        |
| Lucij Pomponij Mamilijan  | legat               | zgodnja 90. leta | Britanija | CIL 7:164                  |
| Mark Emilij Pap           | legat               | okoli 128        | Britanija | CIL 2:1371                 |
| Gaj Kurtij Just           | legat               | med 140 in 145   | Britanija | CIL 3:1458                 |
| Lucij Cestij Gal          | legat               | med 160 in 180   | Britanija | CIL 10:3722                |
| Tiberij Klavdij Balbil    | vojaški tribun      | okoli 43         | Britanija |                            |
| Mark Akcena Helvij Agripa | vojaški tribun      | 2. stoletje      | Britanija | CIL 2:1262                 |
| Lucij Emilij Naso Fabulin | tribunus laticlavus | 2. stoletje      | Britanija | CIL 6: 29683, CIL 6: 29684 |
| Mark Kelij Flavij Prokul  | tribunus laticlavus | 2. stoletje      | Britanija | CIL 11:3883                |